# Neuroleon festai
Neuroleon festai är en insektsart som först beskrevs av Navás 1932.  Neuroleon festai ingår i släktet Neuroleon och familjen myrlejonsländor. Inga underarter finns listade i Catalogue of Life.